# Dorian Aldegheri

a Compétitions nationales et continentales officielles uniquement.

b Matchs officiels uniquement.
Dernière mise à jour le 15 mars 2025.
Dorian Aldegheri, né le 4 août 1993 à Toulouse, est un joueur international français de rugby à XV qui joue au poste de pilier droit au Stade toulousain en Top 14 depuis 2013 où il est formé.
Il remporte, avec le Stade toulousain, le Championnat de France en 2019, 2021, 2023, 2024 et 2025 et la Coupe d'Europe en 2021 et 2024.

## Biographie

### Jeunesse et formation
Né à Toulouse, Dorian Aldegheri commence le rugby à Blagnac. Ses parents voulant lui faire faire du sport ont décidé de l'inscrire au rugby car le terrain était à côté de leur maison. Il rejoint ensuite le Stade toulousain très tôt, à l'âge de six ans, en poussins. En 2007, il intègre le centre de formation du Stade toulousain. Il joue dans toutes les catégories de jeunes dans son club formateur, en étant Champion de France minimes en 2008 et cadets en 2010. Il est aussi Champion Midi-Pyrénées et Champion de France Alamercery en 2010. Il évolue tout d'abord au poste de pilier gauche, avant de passer à droite de la mêlée à partir des cadets. 

### Débuts professionnels (2013-2015)
Dorian Aldegheri fait ses premiers pas en équipe première le 4 septembre 2013, lors d'un match à Ernest-Wallon, à l'occasion de la quatrième journée de Top 14 face au Racing Metro 92, rencontre gagnée 30 à 6. Il joue au total quatre rencontres pour sa première saison en sénior. Il arrive chez les professionnels en même temps que Cyril Baille et Julien Marchand, avec qui il a fait toute sa formation.
La saison suivante, en 2014-2015, il n'a que peu de temps de jeu, et le Stade toulousain songe à le prêter à l'US Carcassonne, où il connaît Thierry Savio, alors qu'il n'avait pris part qu'à une seule rencontre, en début de saison face au Stade français,,. Cependant, alors qu'il devait jouer la finale du championnat avec les espoirs face au Racing, il profite de la suspension de Census Johnston et la mise à l'écart de Vasil Kakovin pour être appelé par Guy Novès, l'entraîneur toulousain, pour jouer le match de barrage opposant Toulouse à Oyonnax. Il entre en jeu à la place de Neemia Tialata et joue une demi-heure, faisant forte impression, ce qui sera suffisant pour finalement convaincre les dirigeants toulousains de ne pas le prêter et de le conserver,,. Toulouse bat Oyonnax et accède à la demi-finale face à Clermont. L'équipe est encore plus handicapée au poste de pilier après la blessure à l'épaule de Tialata, ce qui aurait pu permettre à Dorian Aldegheri de connaître sa première titularisation en Top 14. Finalement, Census Johnston revient de suspension et Dorian Aldegheri débute ce match sur le banc, avant d'entrer en jeu en seconde période.
À l'issue de cette saison, il signe son premier contrat professionnel avec le Stade toulousain, le liant au club jusqu'en 2017.

### Révélation puis progression (2015-2018)

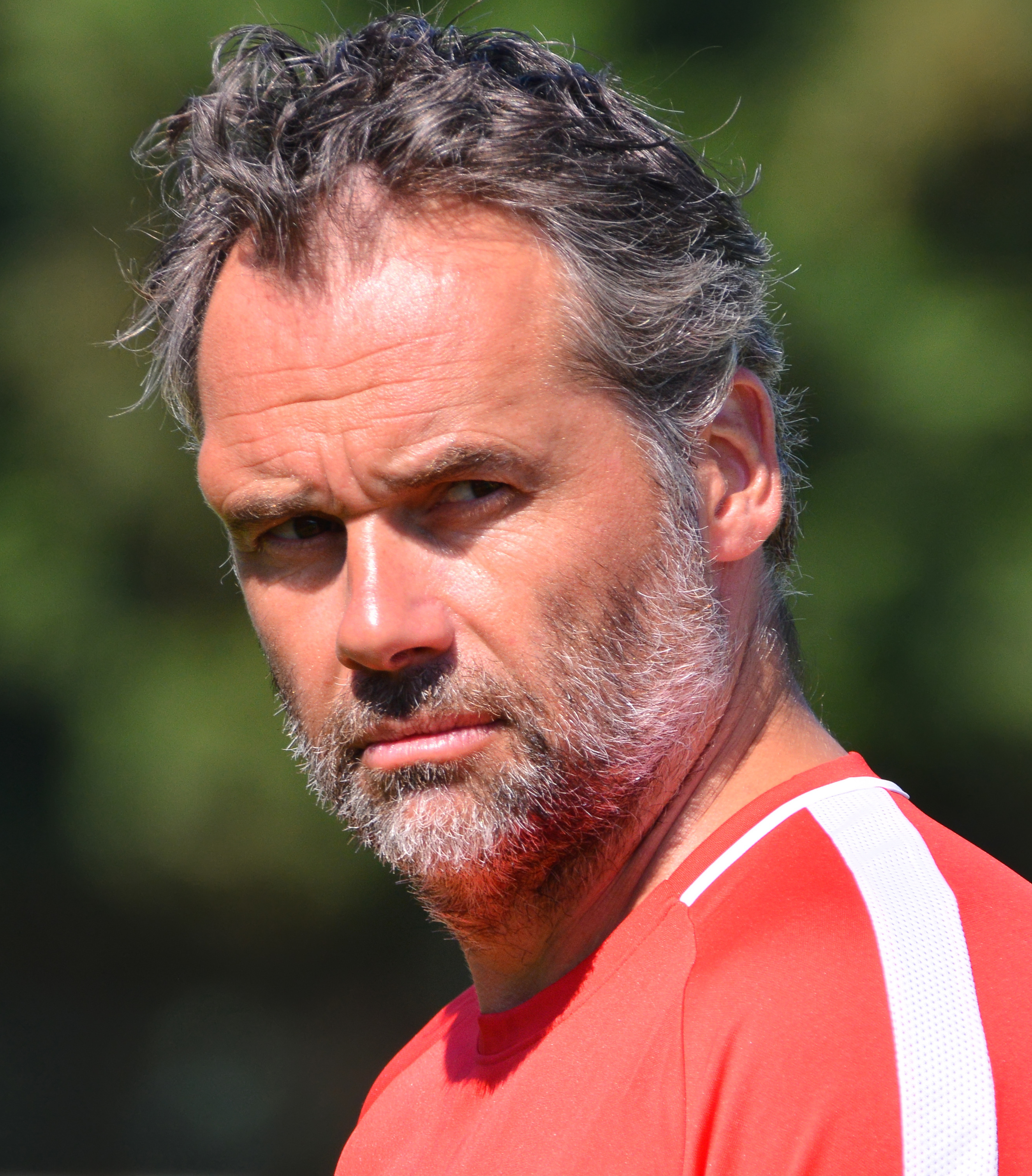
Ugo Mola en 2018, l'entraîneur de Dorian Aldegheri depuis 2015.

Dorian Aldegheri profite de la période de Coupe du monde lors de la saison 2015-2016, pour avoir plus de temps de jeu avec l'équipe première. En effet, malgré la forte concurrence à son poste avec Gert Muller, Neemia Tialata ou encore Census Johnston, il a la confiance de son nouveau staff, de son nouvel entraîneur Ugo Mola et de l'entraîneur des avants William Servat. Il enchaîne notamment seize feuilles de matchs lors des dix-huit premières rencontres. Il joue ainsi un total de 28 matchs sur l'ensemble de la saison, puis prolonge son contrat jusqu'en 2019. À 22 ans, Dorian Aldegheri la première saison pleine de sa carrière et a beaucoup progressé grâce aux joueurs d'expérience qui l'entouraient, tels Census Johnston et William Servat. Alors qu'il devait être la doublure de Johnston, il a fait plus que remplacer le pilier samoan. Il est alors souvent cité parmi les révélations de la saison en Top 14,.

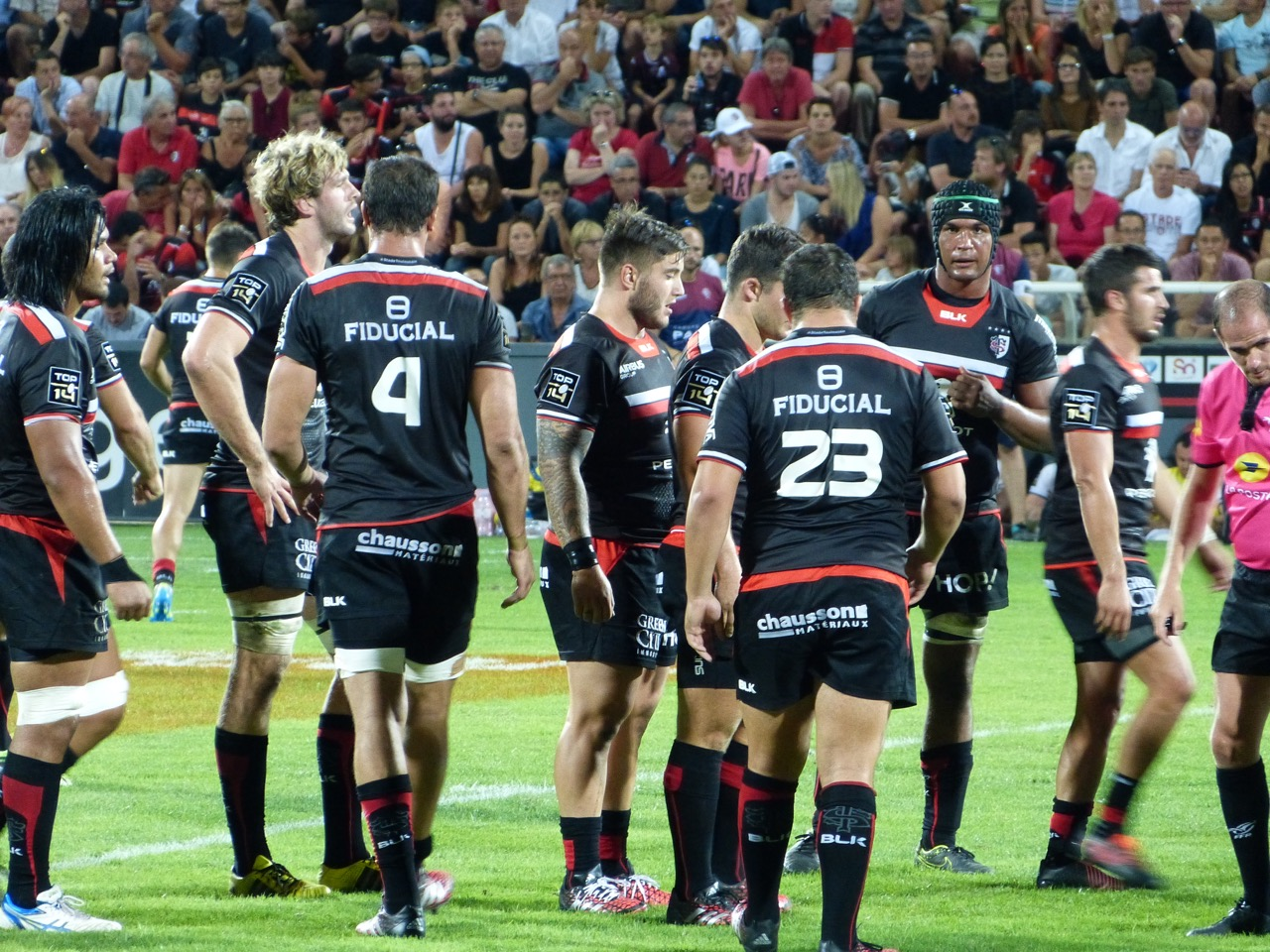
Dorian Aldegheri (n° 23), avec le Stade toulousain, contre l'Union Bordeaux-Bègles le 27 août 2016.

La saison 2016-2017 se déroule de la même manière que la précédente, Dorian Aldegheri enchaîne les titularisations, que ce soit en championnat ou en Coupe d'Europe.
Avec l'arrivée de l'international néo-zélandais, Charlie Faumuina, en début de saison 2017-2018, Dorian Aldegheri voit son temps de jeu se réduire légèrement et est le plus souvent la doublure de Charlie Faumuina. Malgré cela, il conserve un rôle important au sein du club toulousain et continue sa progression, en jouant 23 des 27 matchs possibles,. Il marque le premier essai de sa carrière le 29 octobre 2017 contre le Stade rochelais, à l'occasion de la huitième journée de Top 14.
En juin 2018, ses bonnes performances en club sont récompensées par une sélection pour jouer avec les Barbarians français qui affrontent les Crusaders puis les Highlanders en Nouvelle-Zélande. Remplaçant lors du premier test, il se blesse au mollet et ne peut pas participer au second. Les Baa-baas s'inclinent 42 à 26 à Christchurch puis 29 à 10 à Invercargill.

### Premier titre et débuts internationaux malgré les blessures (2018-2020)

#### Débuts en Bleu, premier titre et débuts des blessures (2018-2019)
La saison 2018-2019 commence comme la précédente pour Dorian Aldegheri qui enchaîne les matchs en alternant avec Charlie Faumuina la place de titulaire au poste de pilier droit, en étant toujours aussi performant. Cependant, il se fracture un orteil fin septembre 2018, l'éloignant des terrains durant deux mois. Il revient de blessure et retrouve rapidement son meilleur niveau, ce qui lui permet d'être convoqué pour la première fois en équipe de France, à 25 ans, par Jacques Brunel afin de participer au Tournoi des Six Nations 2019, alors qu'il n'avait jamais été convoqué, même dans les sélections de jeunes. Il profite des absences de Rabah Slimani et Cedate Gomes Sa pour être appelé pour la première fois. Il dispute son premier match avec les Bleus le 10 février 2019 à Twickenham contre l'Angleterre, à l'occasion du deuxième match du tournoi. Il entre en jeu à la place de Demba Bamba à la 57e minute, dans un match où le XV de France s'incline lourdement 44 à 8. Il participe ensuite aux trois autres rencontres de la compétition, sans connaître la moindre titularisation. Lors de la dernière rencontre face à l'Italie, au Stadio Olimpico de Rome, il se blesse gravement au genou, quelques minutes après son coéquipier du Stade toulousain, l'Italien Leonardo Ghiraldini. Tous deux souffrent d'une rupture des ligaments croisés, marquant ainsi la fin de leur saison,. Dorian Aldegheri manque alors les phases finales du championnat, durant lesquelles son équipe atteint la finale du Top 14. Le Stade toulousain s'impose en finale face à Clermont 24 à 18, et Dorian Aldegheri remporte donc le premier titre de sa carrière professionnelle, malgré son absence pour la fin de saison. Durant son absence, son remplaçant Maks van Dyk s'est illustré en réalisant de bonnes performances, renforçant la concurrence au poste de pilier droit à Toulouse.

#### Retour de blessure et rechute (2019-2020)
Après huit mois d'absence et une Coupe du monde manquée à laquelle il pouvait prétendre participer, Dorian Aldegheri est de retour de blessure en novembre 2019. Deux mois et dix matchs plus tard, il se blesse de nouveau lors d'un match de poule de coupe d'Europe contre Gloucester le 19 janvier,, alors qu'il avait été convoqué par le nouveau sélectionneur, Fabien Galthié, pour préparer le Tournoi des Six Nations 2020 avec l'équipe de France, en compagnie de ses coéquipiers Cyril Baille, Julien Marchand, François Cros, Selevasio Tolofua, Antoine Dupont, Romain Ntamack et Thomas Ramos. Alors qu'il craignait une nouvelle rupture des ligaments croisés, il est seulement victime d'une grosse contusion au genou, le rendant indisponible pendant plusieurs semaines.

### Retour au plus haut niveau (depuis 2020)

#### Champion d'Europe et de France (2020-2021)
De retour de blessure, Dorian Aldegheri participe au bon début de saison 2020-2021 du Stade toulousain et revient rapidement à son meilleur niveau. Ses performances régulières et son importance à Toulouse sont récompensées en octobre 2020, lorsqu'il prolonge son contrat avec le Stade toulousain jusqu'en 2023. Il est ensuite sélectionné avec les Bleus pour participer aux deux derniers matchs de la Coupe d'automne des nations, en fin d'année 2020, dans un groupe largement remanié. Il est dans un premier temps titularisé lors de la victoire 36 à 5 face à l'Italie, aux côtés de ses coéquipiers de la première ligne du Stade toulousain, Rodrigue Neti et Peato Mauvaka. Il est de nouveau retenu pour participer à la finale de la coupe face à l'Angleterre. Il est encore titularisé pour la finale, un match très disputé que les Anglais remportent après prolongation (22-19). 
En avril 2021, lors de la 21e journée de Top 14, le Stade toulousain affronte le Castres olympique, match durant lequel Dorian Aldegheri est titulaire, alors qu'il est victime d'une déchirure au mollet la veille, sans avoir averti son club car il voulait jouer ce match. Ce match se passe plutôt bien pour lui puisqu'il joue 45 minutes. Cependant, lors du match suivant, la demi-finale de Coupe d'Europe contre l'Union Bordeaux Bègles, il paye cher le fait d’avoir dissimulé ses douleurs à son entourage et à son staff, puisque son mollet se déchire complètement sur une mêlée, deux minutes après son entrée en jeu. Cette blessure lui fait manquer la finale de Coupe d'Europe que le Stade toulousain remporte en battant le Stade rochelais 22 à 17. Il s'agit de la deuxième finale consécutive qu'il manque avec son club. Il remporte ainsi le deuxième titre de sa carrière, sans jouer de finale. Deux mois plus tard, il est remis à temps de sa blessure au mollet pour jouer la finale de Top 14 opposant encore une fois son club au Stade rochelais. Il entre en jeu à la place de Charlie Faumuina et joue une vingtaine de minutes, jouant ainsi la première finale de sa carrière. Toulouse s'impose sur le score de 18 à 8 et Dorian Aldegheri remporte son deuxième titre de la saison, le troisième de sa carrière. Il est également sélectionné en équipe de France pour participer au premier match du Tournoi des Six Nations 2021 contre l'Italie, en remplaçant Uini Atonio initialement appelé. Il profite du forfait de dernière minute de Demba Bamba pour être sur la feuille de match. Il est ensuite convoqué pour le quatrième du tournoi face à l'Angleterre. Il entre en jeu à la place de Mohamed Haouas durant ces deux rencontres. Avec le retour de Uini Atonio, il ne participe pas au dernier match du tournoi contre le Pays de Galles.

#### Pilier droit numéro un au Stade toulousain (depuis 2021)
Moins gêné par les blessures, il peut jouer la saison 2021-2022 entièrement et participe à la bonne saison de son club qui échoue en demi-finale de la Coupe d'Europe et du Top 14. Il joue 24 matchs toutes compétitions confondues. En fin de saison, en mai 2022, il prolonge une fois de plus, portant son engagement jusqu'en 2026. Un mois plus tard, il est convoqué en équipe de France pour la tournée d'été au Japon. Cependant, blessé à la cuisse, il est contraint de déclarer forfait pour cette tournée et n'est pas remplacé.
Avec la baisse de niveau de Charlie Faumuina qui sort d'une saison décevante, Dorian Aldegheri entame la saison 2022-2023 comme le numéro un au poste de pilier droit devant Faumuina et Paul Mallez, voire David Ainu'u qui peut jouer des deux côtés de la mêlée,. Après un très bon début de saison avec Toulouse, durant lequel il ne manque que deux matchs sur les vingt joués par son équipe, il est appelé, début mars 2023, en équipe de France dans un groupe élargi à 42 joueurs pour jouer la quatrième journée du Tournoi des Six Nations 2023 contre l'Angleterre,. Dans un premier temps devancé à son poste par Uini Atonio, Sipili Falatea et Mohamed Haouas voire Thomas Laclayat, il profite des suspensions d'Atonio et Haouas pour faire ainsi son retour en bleu, deux ans après sa dernière cape,. Il est titulaire pour ce match, au sein d'une première ligne 100% toulousaine accompagné par ses coéquipiers depuis les cadets : Cyril Baille et Julien Marchand. Il réalise une bonne performance, notamment en mêlée fermée où son duel face à Ellis Genge, l'un des meilleurs piliers au monde, était attendu,. Il s'agit de son seul match dans ce tournoi puisqu'Atonio est de retour pour le dernier match. La France termine en deuxième position derrière l'Irlande qui réalise le Grand Chelem.
De retour avec son club, il se qualifie jusqu'en demi-finale de la Champions Cup, avant d'être éliminé une fois de plus aux portes de la finale par le Leinster, une défaite 41 à 22,. Toutefois, en championnat, les Toulousains terminent à la première place de la saison régulière, se qualifiant donc en demi-finale où ils battent largement le Racing 92 sur le score de 41 à 14 et retrouvent donc le Stade rochelais en finale, comme en 2021,. Face aux Franciliens, Dorian Aldegheri réalise un excellent match, notamment en mêlée où, accompagné par Cyril Baille, ils dominent largement la mêlée adversaire. En finale, il est titulaire en première ligne en compagnie de Baille et Marchand, puis est remplacé en seconde période par Charlie Faumuina. Dans un match très serré, Toulouse s'impose en fin de match et l'emporte 29 à 26,. Dorian Aldegheri remporte donc le Bouclier de Brennus pour la troisième fois de sa carrière.
Sélectionné fin juin 2023 dans une liste de 42 joueurs pour préparer la Coupe du monde 2023, il fait partie de la liste officielle des 33 joueurs qui joueront la compétition.
Le 25 mai 2024, il est titulaire avec le Stade toulousain en finale de la Champions Cup au Tottenham Hotspur Stadium de Londres face au Leinster. Les Toulousains s'imposent 31 à 22 après les prolongations face aux irlandais et remportent ainsi le 6e titre de champions d'Europe du club.
Un mois plus tard, il est de nouveau titulaire en finale du Top 14, organisée exceptionnellement au Stade Vélodrome de Marseille, contre l'Union Bordeaux Bègles. Les Toulousains l'emportent 59 à 3, plus large score de l'histoire en finale du championnat de France.

## Style de jeu
Dorian Aldegheri est un pilier droit bon en mêlée, son domaine préféré, mais reconnaît ne pas être « un joueur de ballon » comme son coéquipier Cyril Baille et que le cardio est l'une de ses faiblesses,.

## Vie privée
Dorian Aldegheri est d'origine italienne par sa mère qui vient de Vérone, et a des origines tunisiennes du côté de son père. Il porte le nom de famille de sa mère,.
Il est titulaire d'un BTS « maintenance industrielle ».

## Statistiques

### En club
Au 21 juin 2023, Dorian Aldegheri compte 179 matchs joués avec le Stade toulousain, dont 142 en Top 14, 37 en Coupe d'Europe et 3 en Challenge européen, depuis 2013. Il a inscrit deux essais dans sa carrière, soit dix points.
| Saison    | Club             | Championnat | Championnat | Championnat | Coupe d'Europe     | Coupe d'Europe | Coupe d'Europe |
| Saison    | Club             | Compétition | M           | Ess.        | Compétition        | M              | Ess.           |
| --------- | ---------------- | ----------- | ----------- | ----------- | ------------------ | -------------- | -------------- |
| 2013-2014 | Stade toulousain | Top 14      | 4           | -           | Coupe d'Europe     | -              | -              |
| 2014-2015 | Stade toulousain | Top 14      | 3           | -           | Coupe d'Europe     | -              | -              |
| 2015-2016 | Stade toulousain | Top 14      | 25          | -           | Coupe d'Europe     | 3              | -              |
| 2016-2017 | Stade toulousain | Top 14      | 20          | -           | Coupe d'Europe     | 5              | -              |
| 2017-2018 | Stade toulousain | Top 14      | 23          | 1           | Challenge européen | 3              | -              |
| 2018-2019 | Stade toulousain | Top 14      | 9           | -           | Coupe d'Europe     | 4              | -              |
| 2019-2020 | Stade toulousain | Top 14      | 5           | -           | Coupe d'Europe     | 7              | -              |
| 2020-2021 | Stade toulousain | Top 14      | 14          | 1           | Coupe d'Europe     | 2              | -              |
| 2021-2022 | Stade toulousain | Top 14      | 17          | -           | Coupe d'Europe     | 6              | -              |
| 2022-2023 | Stade toulousain | Top 14      | 22          | -           | Champions Cup      | 7              | -              |
| Total     | Total            | Top 14      | 142         | 2           | Coupes d'Europe    | 37             | 0              |

### Internationales

#### XV de France
Au 15 mars 2025, Dorian Aldegheri compte 22 sélections en équipe de France, dont 4 titularisations, mais n'a jamais marqué de points. Il a pris part à cinq éditions du Tournoi des Six Nations, en 2019, 2021, 2023, 2024 et 2025.
| Année | Compétition                 | Matchs | Points | Essais |
| ----- | --------------------------- | ------ | ------ | ------ |
| 2019  | Six Nations                 | 4      | -      | -      |
| 2020  | Coupe d'automne des nations | 2      | -      | -      |
| 2021  | Six Nations                 | 2      | -      | -      |
| 2023  | Six Nations                 | 1      | -      | -      |
| 2023  | Test matchs                 | 2      | -      | -      |
| 2023  | Coupe du monde              | 5      | -      | -      |
| 2024  | Six Nations                 | 3      | -      | -      |
| 2025  | Six Nations                 | 3      | -      | -      |
| Total | Total                       | 22     | -      | -      |

| Adversaire       | Matchs joués | Victoires | Défaites | Nuls | Essais | Points | % de victoire |
| ---------------- | ------------ | --------- | -------- | ---- | ------ | ------ | ------------- |
| Afrique du Sud   | 1            | 0         | 1        | 0    | 0      | 0      | 0             |
| Angleterre       | 4            | 1         | 3        | 0    | 0      | 0      | 25            |
| Australie        | 1            | 1         | 0        | 0    | 0      | 0      | 100           |
| Écosse           | 4            | 4         | 0        | 0    | 0      | 0      | 100           |
| Irlande          | 3            | 1         | 2        | 0    | 0      | 0      | 33.33         |
| Italie           | 6            | 5         | 0        | 1    | 0      | 0      | 83.33         |
| Namibie          | 1            | 1         | 0        | 0    | 0      | 0      | 100           |
| Nouvelle-Zélande | 1            | 1         | 0        | 0    | 0      | 0      | 100           |
| Uruguay          | 1            | 1         | 0        | 0    | 0      | 0      | 100           |
| Total            | 22           | 15        | 6        | 1    | 0      | 0      | 68.18         |

## Palmarès

### En club
- Stade toulousain
  - Vainqueur du Championnat de France en 2019[N 2], 2021, 2023, 2024 et 2025
  - Vainqueur de la Champions Cup en 2024

### En sélection nationale
- France
  - Finaliste de la Coupe d'automne des nations en 2020
  - Vainqueur du Tournoi des Six Nations en 2025

#### Tournoi des Six Nations
| Édition          | Rang | Résultats France | Résultats Aldegheri | Matchs Aldegheri |
| ---------------- | ---- | ---------------- | ------------------- | ---------------- |
| Six Nations 2019 | 4    | 2 v, 0 n, 3 d    | 2 v, 0 n, 2 d       | 4/5              |
| Six Nations 2021 | 2    | 3 v, 0 n, 2 d    | 1 v, 0 n, 1 d       | 2/5              |
| Six Nations 2023 | 2    | 4 v, 0 n, 1 d    | 1 v, 0 n, 0 d       | 1/5              |
| Six Nations 2024 | 2    | 3 v, 1 n, 1 d    | 1 v, 1 n, 1 d       | 3/5              |
| Six Nations 2025 | 1    | 4 v, 0 n, 1 d    | 3 v, 0 n, 0 d       | 3/5              |

Légende : v = victoire ; n = match nul ; d = défaite ; la ligne est en gras quand il y a Grand Chelem.

#### Coupe du monde
| Édition     | Rang               | Résultats France | Résultats Aldegheri | Matchs Aldegheri |
| ----------- | ------------------ | ---------------- | ------------------- | ---------------- |
| France 2023 | Quart-de-finaliste | 4 v, 0 n, 1 d    | 4 v, 0 n, 1 d       | 5/5              |